# 도시에서의 사랑
《도시에서의 사랑》은 MBC에서 1998년 1월 9일에 방영된 베스트극장이다. 거대도시 서울에서 익명으로 살아가는 젊은이들의 사랑과 존재의 이유를 그렸다.

## 줄거리
신용카드 회사에 다니는 건우는 지하철역이 내다보이는 낡은 아파트에서 사는데, 옆집과 통하는 벽에 난 균열을 통해 옆집에서 나는 소리를 듣고 그녀의 모습을 상상하며 남 몰래 사랑하게 되고 그녀를 진희라 부르기로 한다. 어느 날 진희(지혜)의 다이어리를 줍게 되고 그 다이어리에 적힌 장소를 다니며 그녀의 모습을 지켜보지만 그녀에게 내색은 하지 않는다.

## 등장 인물
- 김상중 : 건우 역
- 심혜진 : 지혜 역
- 김혜수 (특별출연)
- 조용원 (특별출연)